# Cyperaceae
Le Ciperacee (Cyperaceae Juss., 1789) sono una famiglia di piante monocotiledoni appartenente all'ordine Poales.
Le Ciperacee sono piante acquatiche o adattate a vivere su substrati umidi, perciò si rinvengono facilmente negli stagni e nei terreni acquitrinosi. Sono spesso piante infestanti dei tappeti erbosi abbondantemente irrigati e si possono distinguere facilmente per il colore più chiaro, il portamento più compatto e le foglie coriacee.
La specie più conosciuta è il papiro (Cyperus papyrus). Il genere Carex è particolarmente ricco di specie, molto simili tra loro, comunemente chiamate carici, piuttosto comuni negli stagni e nelle zone paludose.

## Descrizione
Le ciperacee sono piante graminoidi erbacee annuali o perenni, con portamento cespitoso e fusti spesso a sezione triangolare. Le foglie sono alterne, lineari o lineari lanceolate, inserite sul fusto per mezzo di una guaina avvolgente. La lamina è in genere coriacea.
I fiori sono unisessuali o ermafroditi, in genere riuniti in spighe. Il perigonio è assente e sostituito da brattee erbacee, dette glume. Apparentemente simili a quelli delle Graminacee, in realtà i fiori delle Ciperacee sono unisessuali oppure sembrano derivati dalla fusione di un fiore femminile con più fiori maschili. Il numero di stami varia da 1 a 6, l'ovario è uniloculare e monovulare, sormontato da uno stilo che si divide in 2-3 stimmi.
Il frutto è un achenio indeiscente di consistenza coriacea.
Formula fiorale: *,-0-6-,1-3(-6),③, achenio

## Tassonomia
La famiglia comprende circa 90 generi in 2 sottofamiglie:
- Sottofamiglia Mapanioideae
  - Tribù Chrysitricheae Nees
    - Capitularina J.Kern
    - Chorizandra R.Br.
    - Chrysitrix L.
    - Diplasia Pers.
    - Exocarya Benth.
    - Lepironia Pers.

  - Tribù Hypolytreae Wight & Arnott
    - Hypolytrum Pers.
    - Mapania Aubl.
    - Paramapania Uittien
    - Principina Uittien
    - Scirpodendron Zipp. ex Kurz

- Sottofamiglia Cyperoideae
  - Tribù Abilgaardieae
    - Abildgaardia Vahl
    - Actinoschoenus Benth.
    - Arthrostylis R.Br.
    - Bulbostylis Kunth
    - Fimbristylis Vahl
    - Nelmesia Van der Veken
    - Trachystylis S.T.Blake
    - Trichoschoenus J.Raynal
    - Zulustylis Muasya

  - Tribù Bisboecklereae
    - Becquerelia Brongn.
    - Bisboeckelera Kuntze
    - Calyptrocarya Nees
    - Diplacrum R.Br.

  - Tribù Bolboshoeneae
    - × Bolboschoenoplectus Tatanov
    - Bolboschoenus (Asch.) Palla

  - Tribù Calliscirpeae

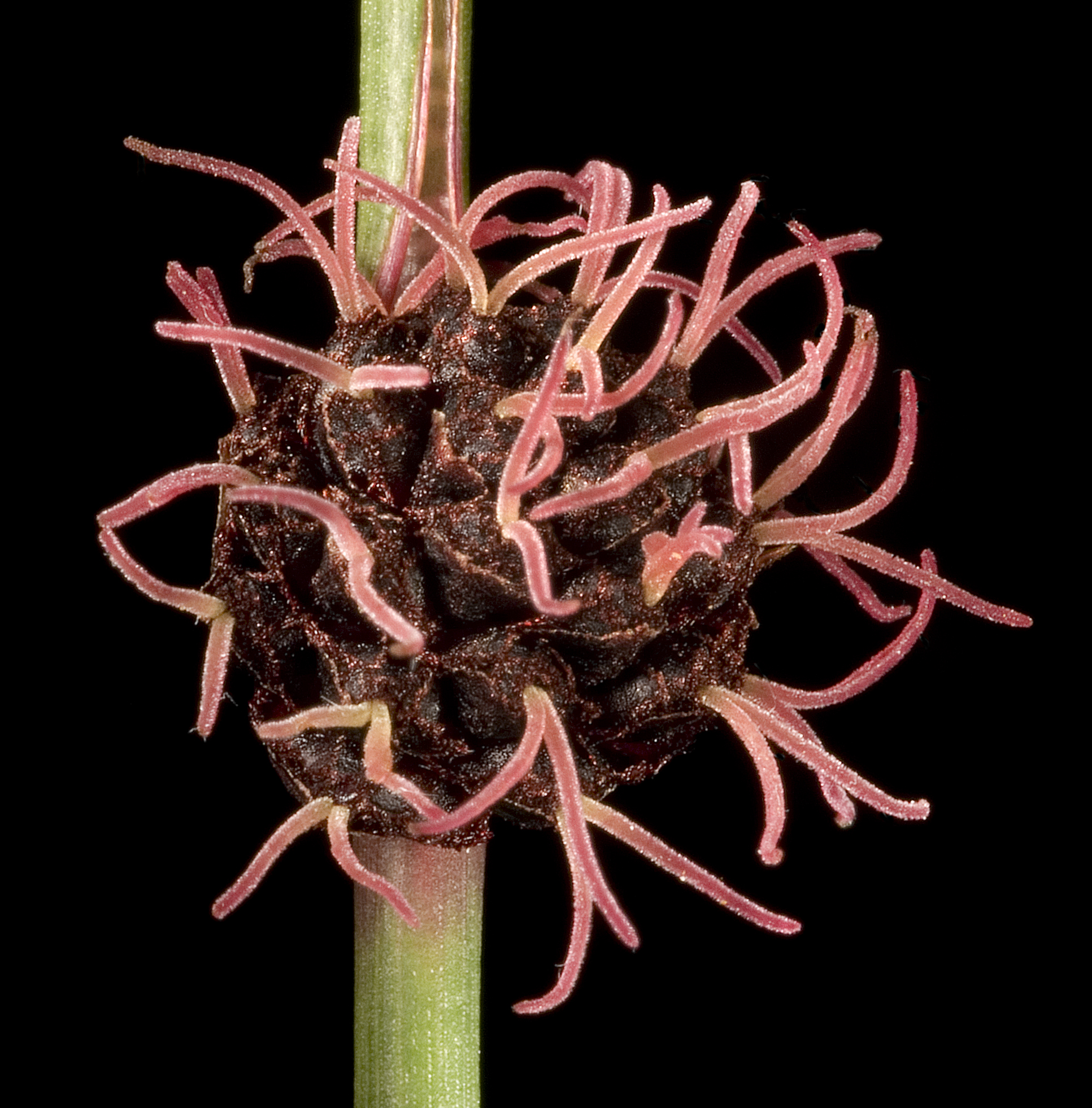
Chorizandra enodis

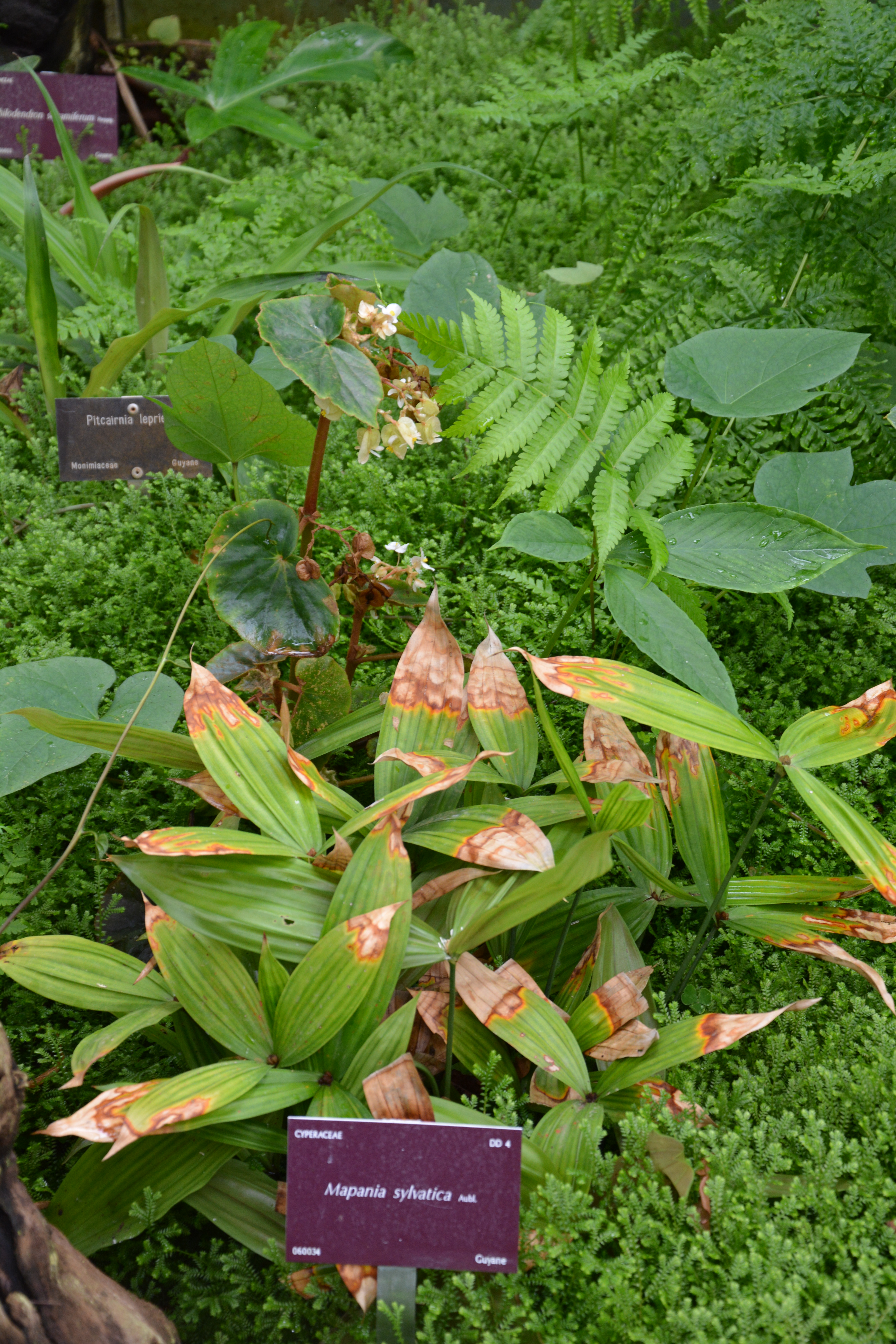
Mapania sylvatica

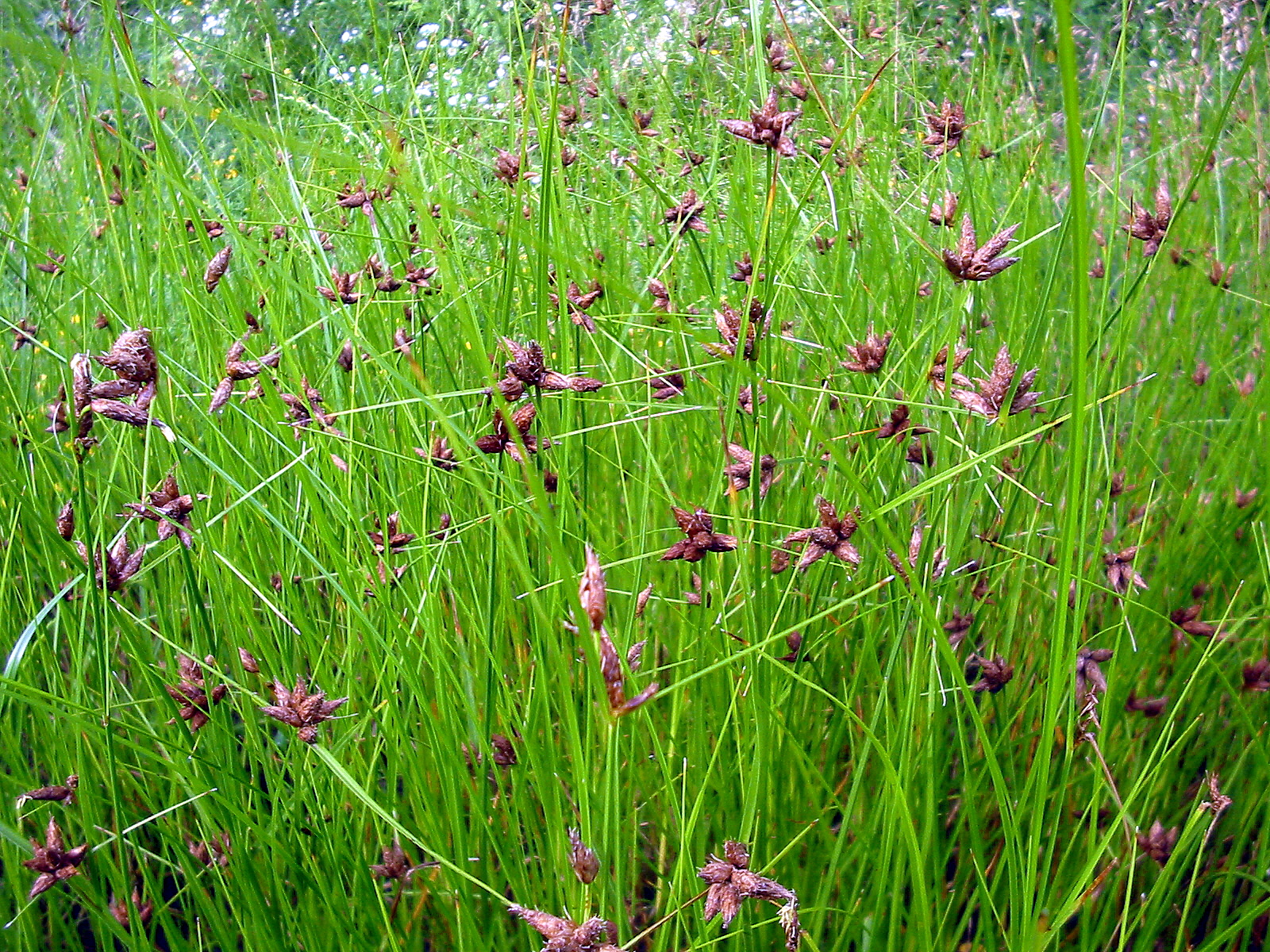
Bolboschoenus maritimus

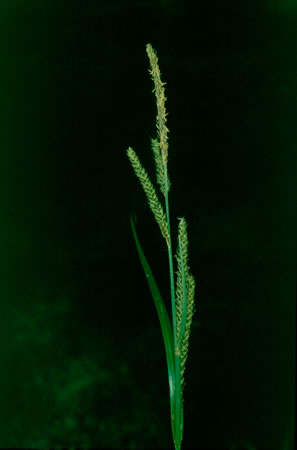
Carex panormitana

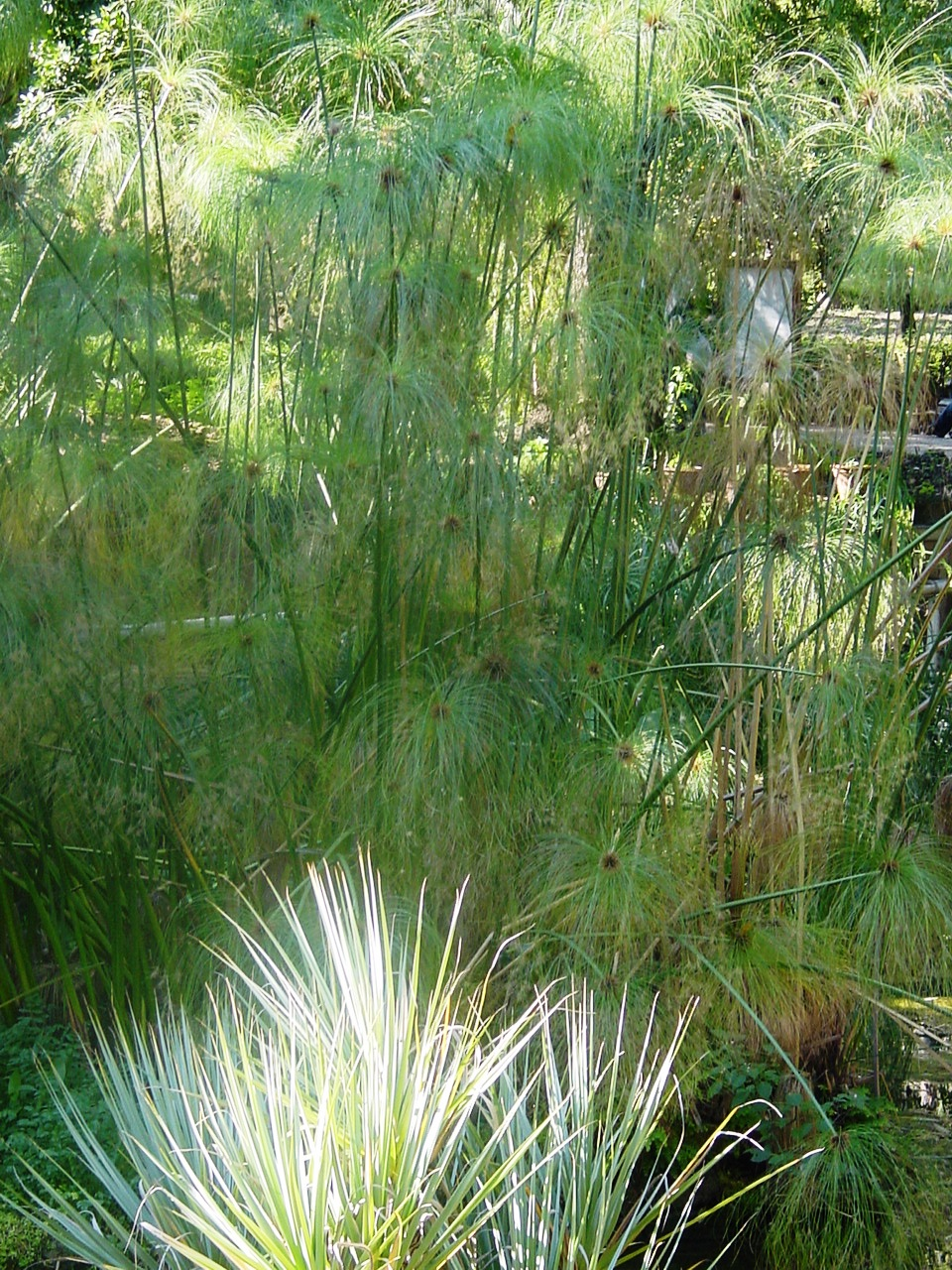
Cyperus papyrus

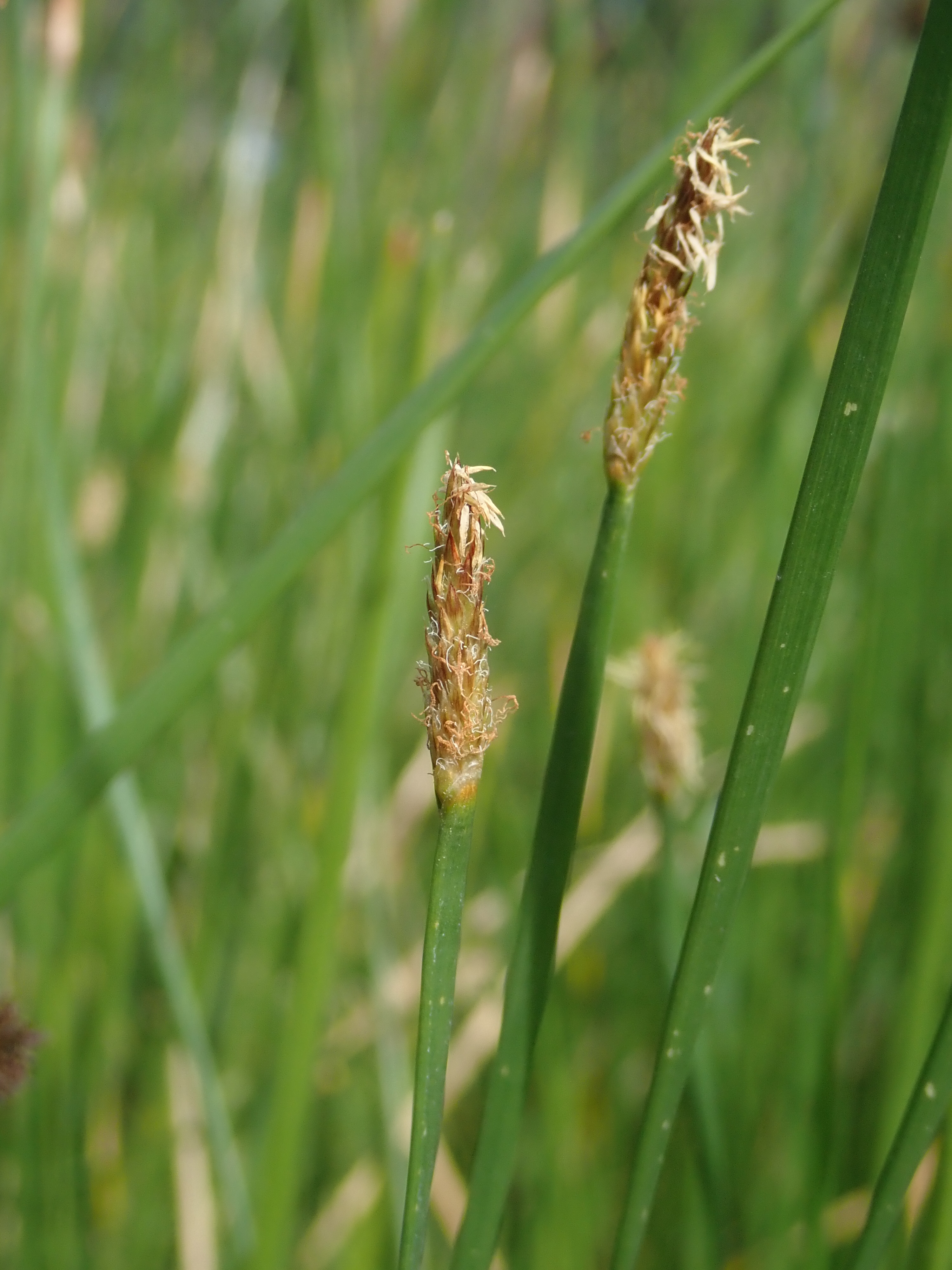
Eleocharis plana

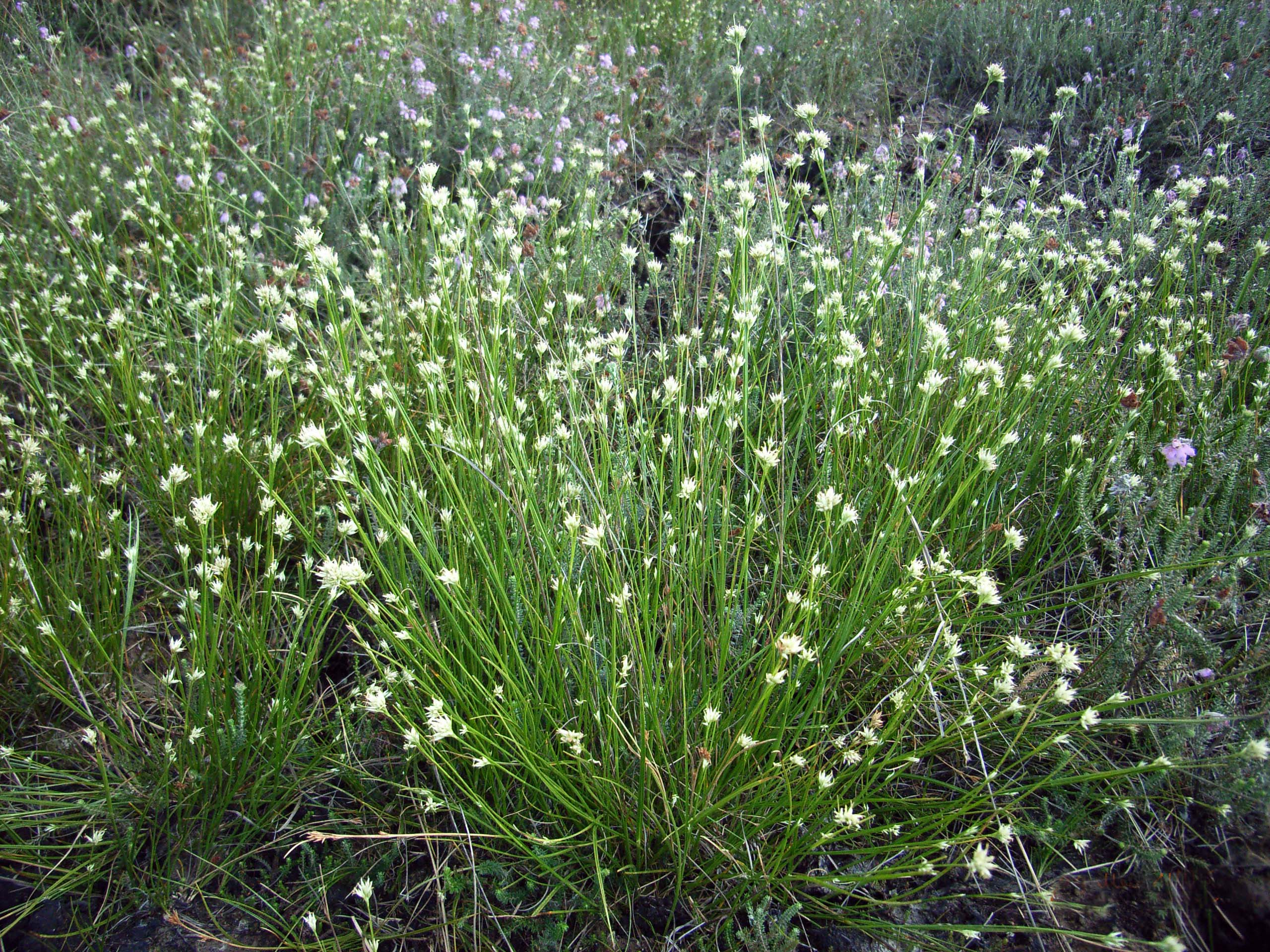
Rhynchospora alba

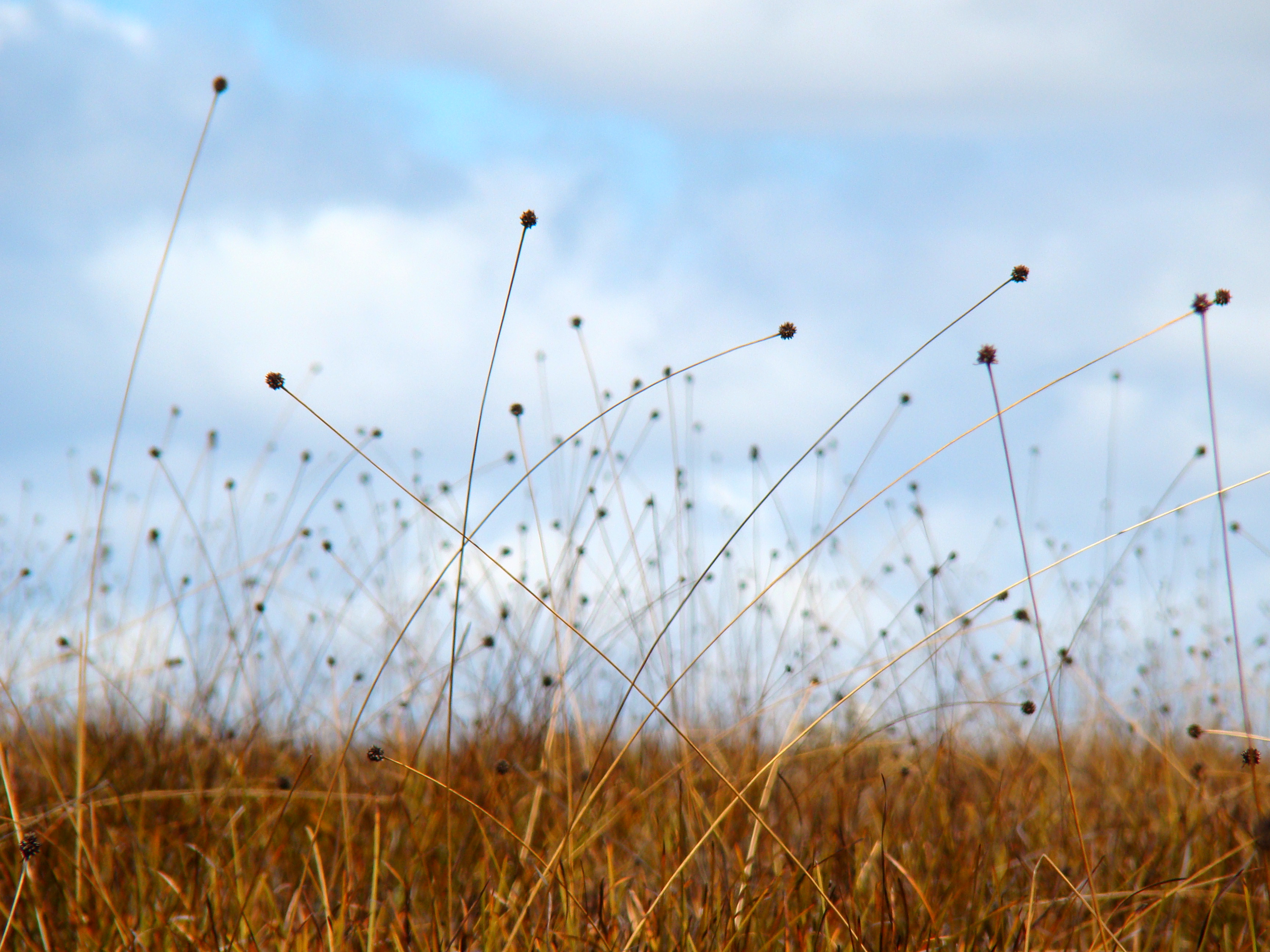
Gymnoschoenus sphaerocephalus

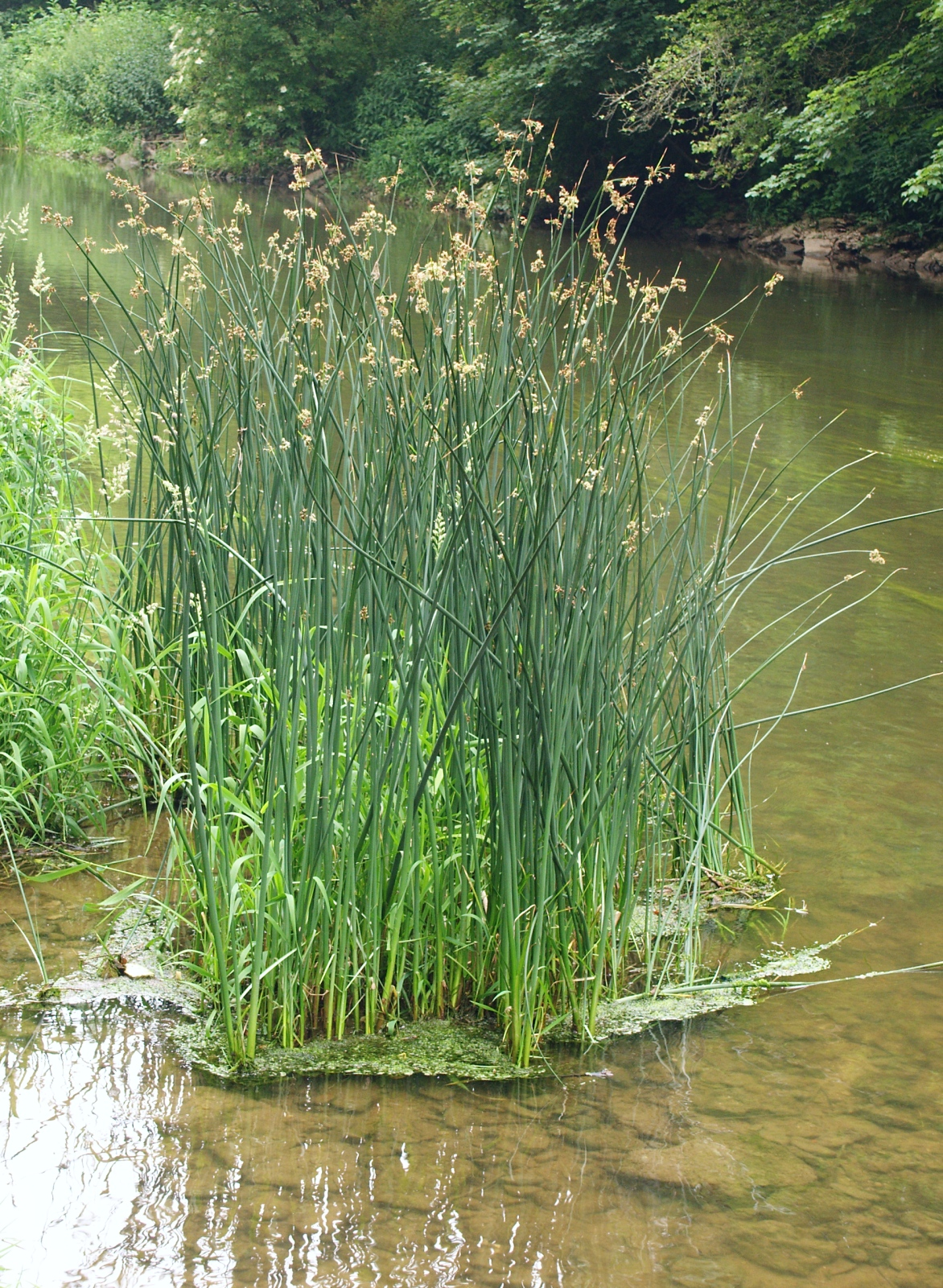
Schoenoplectus lacustris

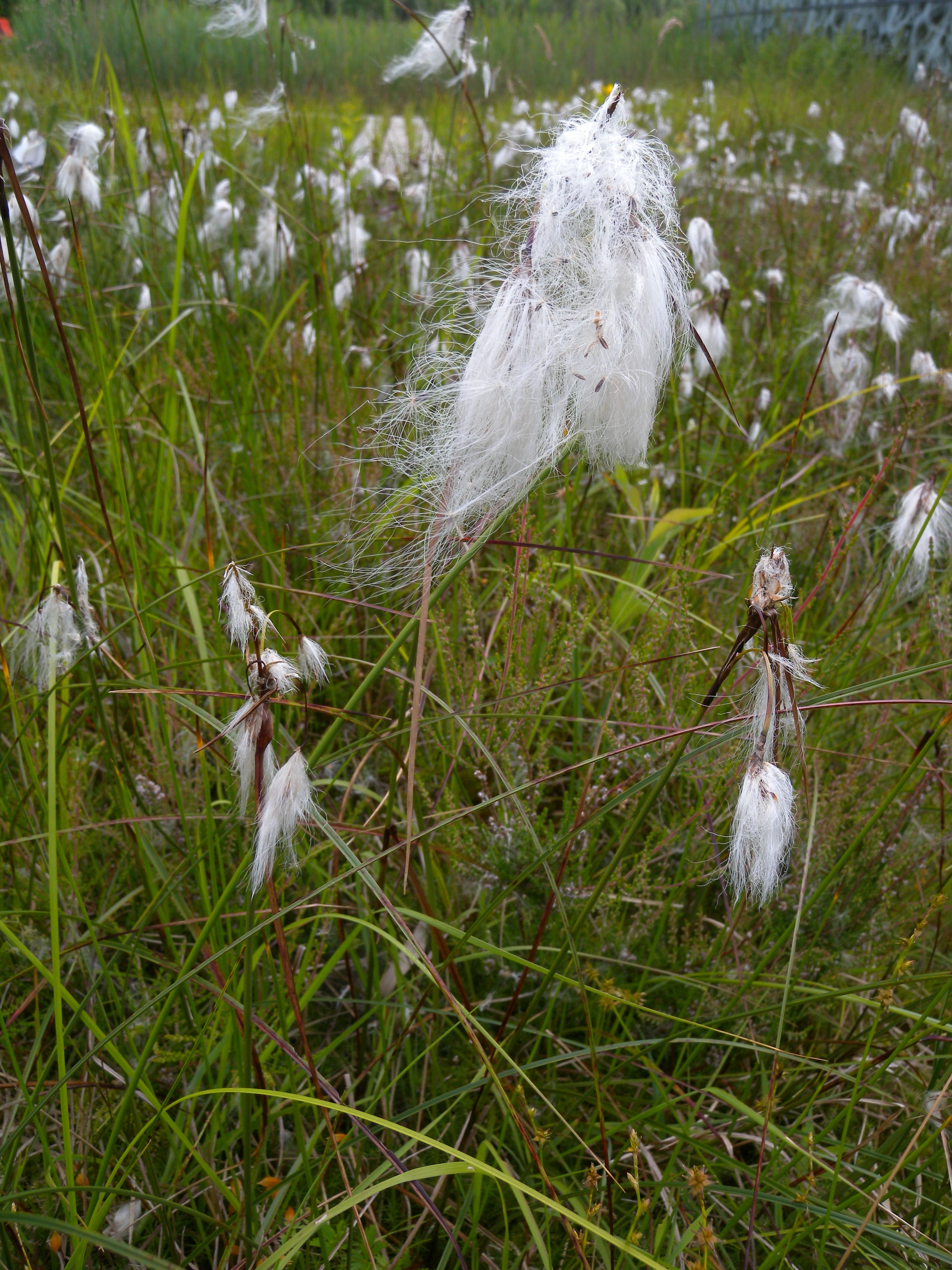
Eriophorum angustifolium

    - Calliscirpus C.N.Gilmour, J.R.Starr & Naczi

  - Tribù Cariceae
    - Carex L.
    - Sumatroscirpus Oteng-Yeb.

  - Tribù Carpheae
    - Carpha Banks & Sol. ex R.Br.
    - Trianoptiles Fenzl ex Endl.

  - Tribù Cladieae
    - Cladium P.Browne

  - Tribù Cryptangieae
    - Cephalocarpus Nees
    - Didymiandrum Gilly
    - Everardia Ridl.
    - Exochogyne C.B.Clarke
    - Lagenocarpus Nees

  - Tribù Cypereae
    - Afroscirpoides García-Madr. & Muasya
    - Androtrichum (Brongn.) Brongn.
    - Cyperus L.
    - Dracoscirpoides Muasya
    - Erioscirpus Palla
    - Ficinia Schrad.
    - Hellmuthia Steud.
    - Isolepis R.Br.
    - Scirpoides Ség.

  - Tribù Dulichieae
    - Blysmus Panz. ex Schult.
    - Dulichium Pers.

  - Tribù Eleocharideae
    - Eleocharis R.Br.

  - Tribù Fuireneae
    - Fuirena Rottb.

  - Tribù Khaosokieae
    - Khaosokia D.A.Simpson, Chayam. & J.Parn.

  - Tribù Koyamaeae
    - Koyamaea W.W.Thomas & G.Davidse

  - Tribù Pseudoschoeneae
    - Pseudoschoenus (C.B.Clarke) Oteng-Yeb.
    - Schoenoplectiella Lye

  - Tribù Rhynchosporeae
    - Rhynchospora Vahl

  - Tribù Schoeneae
    - Capeobolus Browning
    - Caustis R.Br.
    - Chamaedendron (Kük.) Larridon
    - Costularia C.B.Clarke
    - Cyathochaeta Nees
    - Cyathocoma Nees
    - Evandra R.Br.
    - Gahnia J.R.Forst. & G.Forst.
    - Gymnoschoenus Nees
    - Lepidosperma Labill.
    - Machaerina Vahl
    - Mesomelaena Nees
    - Morelotia Gaudich.
    - Neesenbeckia Levyns
    - Oreobolus R.Br.
    - Phylloscirpus C.B.Clarke
    - Ptilothrix K.L.Wilson
    - Reedia F.Muell.
    - Rhynchocladium T.Koyama
    - Schoenus L.
    - Tetraria P.Beauv.
    - Tricostularia Nees ex Lehm.
    - Xyroschoenus Larridon

  - Tribù Schoenoplecteae
    - Actinoscirpus (Ohwi) R.W.Haines & Lye
    - Schoenoplectus (Rchb.) Palla

  - Tribù Scirpeae
    - Amphiscirpus Oteng-Yeb.
    - Anthelepis R.L.Barrett, K.L.Wilson & J.J.Bruhl
    - Eriophorum L.
    - Rhodoscirpus Léveillé-Bourret, Donadío & J.R.Starr
    - Scirpus Tourn. ex L.
    - Zameioscirpus Dhooge & Goetgh.

  - Tribù Sclerieae
    - Scleria P.J.Bergius

  - Tribù Trichophoreae
    - Trichophorum Pers.

  - Tribù Trilepideae
    - Afrotrilepis (Gilly) J.Raynal
    - Coleochloa Gilly
    - Microdracoides Hua
    - Trilepis Nees